# Швеція на літніх Олімпійських іграх 1980
Швеція брала участь у Літніх Олімпійських іграх 1980 року у Москві (СРСР) увісімнадцяте за свою історію, і завоювала 12 медалей (3 золоті, 3 срібних і 6 бронзових медалей), посівши у загальному заліку 11 місце. Збірну країни представляли 145 спортсменів (122 чоловіки та 23 жінки).

## Медалісти
| Медаль | Спортсмени                                                       | Вид спорту           | Дисципліна                                                     |
| ------ | ---------------------------------------------------------------- | -------------------- | -------------------------------------------------------------- |
| Золото | Юган Гарменберг                                                  | Фехтування           | Індивідуальна шпага (чоловіки)                                 |
| Золото | Бенґт Барон                                                      | Плавання             | 100 метрів на спині (чоловіки)                                 |
| Золото | Пер Арвідссон                                                    | Плавання             | 100 метрів батерфляєм (чоловіки)                               |
| Срібло | Пер Гольмерц                                                     | Плавання             | 100 метрів вільним стилем (чоловіки)                           |
| Срібло | Ларс-Йоран Карлссон                                              | Стрільба             | Скит (чоловіки)                                                |
| Срібло | Аґнета Ерікссон Тіна Ґустафссон Каріна Юнгдаль Аґнета Мортенссон | Плавання             | Естафета 4x100 метрів вільним стилем (жінки)                   |
| Бронза | Пер Юганссон                                                     | Плавання             | 100 метрів вільним стилем (чоловіки)                           |
| Бронза | Свен Юганссон                                                    | Стрільба             | Дрібнокаліберна гвинтівка, 50 метрів, три положення (чоловіки) |
| Бронза | Benni Юнгбек                                                     | Боротьба             | Греко-римська боротьба — до 57 кг (чоловіки)                   |
| Бронза | Ларс-Ерік Шельд                                                  | Боротьба             | Греко-римська боротьба — до 68 кг (чоловіки)                   |
| Бронза | Йоран Марстрем Єрген Рагнарссон                                  | Вітрильний спорт     | Клас Торнадо (чоловіки)                                        |
| Бронза | Георге Горват Сванте Расмусон Леннарт Петтерссон                 | Сучасне п'ятиборство | Чоловіки                                                       |